# Penetrador por energia cinética

Projétil Francês anti-tanque cercado por seu sabot

Um penetrador por energia cinética é um tipo de munição a qual, como uma bala, não contem explosivos e usa a energia cinética para penetrar o alvo. Seu principio de funcionamento é usar a energia cinética, a qual é uma função da massa e velocidade, para forçar seu caminho através da blindagem.
O termo pode ser aplicado a qualquer tipo de munição perfurante de blindagem mas tipicamente se refere a um tipo moderno de penetrador APFSDS (armour-piercing fin-stabilized discarding sabot).